# Omzettingsfrequentie
De omzettingsfrequentie (ook wel turnover frequency of TOF) is een term binnen de scheikunde met betrekking tot de katalyse die een maat vormt voor de effectiviteit van een katalysator. Dit kan berekend worden door het omzettingsgetal over een bepaalde periode te delen door de gemeten tijdsduur. Hoe hoger de omzettingsfrequentie is, hoe sneller de reactie verloopt. De eenheid van de omzettingsfrequentie is mols·(molcat·h)−1.
Opgemerkt dient te worden dat hoewel de omzettingsfrequentie dikwijls in per uur wordt gegeven, de meetduur lang niet altijd ook een uur is geweest, en de waarde dus feitelijk een interpolatie of extrapolatie is van de gemeten waarde. Dit kan in zoverre misleidend zijn dat de katalysator de werkzaamheid na enige tijd kan verliezen, en bij een meetduur van een uur dus eigenlijk een andere waarde (bij extrapolatie lager, bij interpolatie hoger) kan geven dan uitgerekend.